# Whittaker Chambers
Whittaker Chambers, pseudonimo di Jay Vivian Chambers (Filadelfia, 1º aprile 1901 – Westminster, 9 luglio 1961), è stato un giornalista, scrittore e agente segreto statunitense.
Confessò la propria attività spionistica e si guadagnò il rispetto del movimento conservatore americano negli anni 1950. Dopo un'iniziale adesione al Partito Comunista (1925) e un'attività di spia per i sovietici (1932-1939), si era allontanato dal comunismo (clandestino e palese) e aveva lavorato al periodico Time (1939-1948). Obbligato a comparire in giudizio nel 1948, testimoniò in quelli che sarebbero diventati i processi per falsa testimonianza (spionaggio) contro Alger Hiss (1949-1950) e divenne uno schietto anticomunista (come raccontato nel suo libro di memorie del 1952 Witness). Successivamente, lavorò brevemente come capo redattore al National Review (1957-1959). Il presidente Ronald Reagan volle concedergli la medaglia presidenziale della libertà postuma nel 1984.

## Biografia

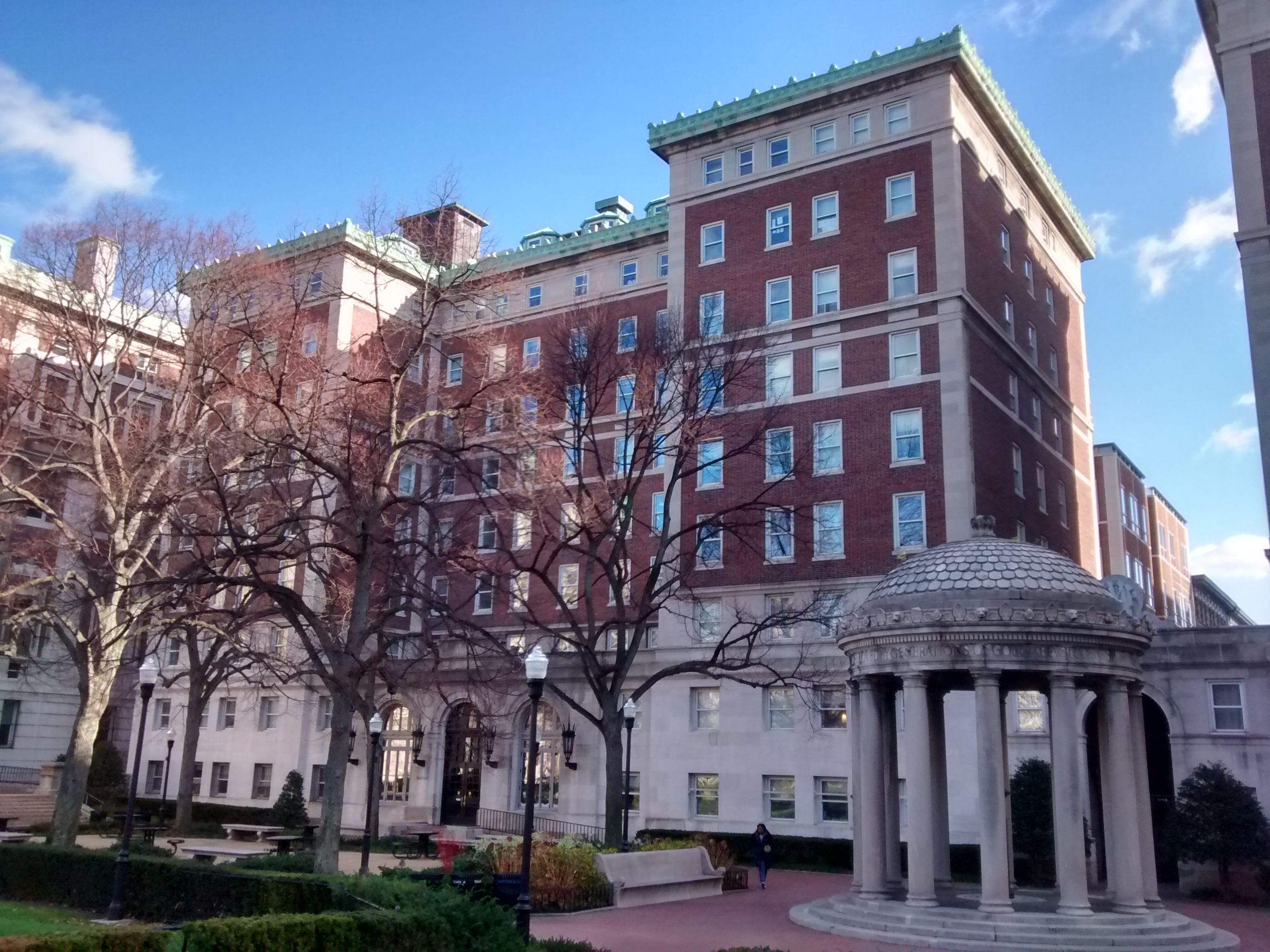
Hartley Hall presso la Columbia University, dove Chambers alloggiava negli anni 1920

Chambers nacque a Filadelfia (Pennsylvania) e trascorse l'infanzia a Brooklyn. La sua famiglia si trasferì a Lynbrook (Long Island, New York) nel 1904, dove egli crebbe e frequentò la scuola. I suoi genitori erano Jay Chambers e Laha (Whittaker). Chambers descrisse la sua infanzia come difficile per la separazione dei genitori e per la necessità di assistere la nonna malata di mente. Suo padre era un omosessuale semi-clandestino e trattava crudelmente Whittaker, mentre sua madre era nevrotica. Il fratello di Chambers si suicidò poco dopo essersi ritirato dal primo anno di college. Chambers avrebbe citato la sorte di suo fratello come una delle tante ragioni che lo spinsero al comunismo all'epoca. Come scrisse, il comunismo "mi offriva ciò che niente altro nel mondo morente aveva il potere di offrirmi con la stessa intensità, fede e visione, qualcosa per cui vivere e qualcosa per cui morire."
Dopo essersi diplomato alla vicina South Side High School di Rockville Centre nel 1919, Chambers lavorò spostandosi tra Washington e New Orleans, frequentò per poco tempo il Williams College, e poi si iscrisse da studente esterno (ossia, non partecipante al convitto) al Columbia College of Columbia University. Alla Columbia ebbe come compagni di studi anche Meyer Schapiro, Frank S. Hogan, Herbert Solow, Louis Zukofsky, Arthur F. Burns, Clifton Fadiman, Elliott V. Bell, John Gassner, Lionel Trilling (il quale trasformò Chambers nel protagonista del proprio romanzo The Middle of the Journey), Guy Endore, e lo studente poeta del City College Henry Zolinsky. Nell'ambiente intellettuale della Columbia trovò amicizie e rispetto. I suoi insegnanti e gli altri studenti lo consideravano uno scrittore di talento e credevano che sarebbe potuto diventare un grande poeta o romanziere.
Al secondo anno, Chambers entrò nella Boar's Head Society e scrisse una commedia intitolata A Play for Puppets ("Gioco di marionette") per la rivista letteraria della Columbia The Morningside, con cui collaborava. L'opera fu considerata blasfema da molti studenti e amministratori, e la polemica si allargò fino ai giornali di New York. In seguito la commedia sarebbe stata usata contro Chambers durante la sua testimonianza contro Alger Hiss. Amareggiato dalla diatriba, Chambers lasciò la Columbia nel 1925. Attraverso la Columbia, Chambers conobbe pure Isaiah Oggins, che prese a collaborare clandestinamente con i sovietici pochi anni dopo; e quella che sarebbe divenuta la signora Chambers, Esther Shemitz. Chambers conobbe la moglie di Oggins, Nerma Berman Oggins, attraverso la Rand School of Social Science, il sindacato International Ladies' Garment Workers' Union, e la rivista The World Tomorrow .

## Comunismo e spionaggio
Nel 1924 Chambers lesse Soviets at Work di Vladimir Lenin e ne restò profondamente impressionato. A questo punto vedeva la natura disfunzionale della sua famiglia, come avrebbe scritto, come "in miniatura l'intera crisi della classe media"; un disagio da cui il comunismo prometteva la liberazione. Il biografo di Chambers Sam Tanenhaus scrisse che l'autoritarismo di Lenin era "precisamente ciò che attraeva Chambers… Aveva finalmente trovato la sua chiesa"; ossia, divenne marxista. Nel 1925 Chambers entrò nel Partito Comunista degli Stati Uniti d'America (CPUSA) (allora noto come Workers Party of America). Chambers scrisse e pubblicò per testate comuniste, tra cui il quotidiano The Daily Worker e la rivista The New Masses.

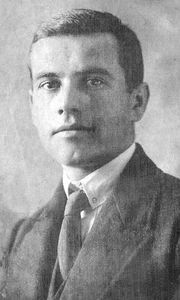
Alexander Petrovich Ulanovsky

Unendo talento letterario e devozione al comunismo, Chambers scrisse quattro brevi racconti nel 1931 su ristrettezze del proletariato e rivolta, tra cui Can You Make Out Their Voices?, considerato dalla critica uno dei migliori pezzi di letteratura originati dal movimento comunista americano.
Hallie Flanagan lo adattò e lo produsse come commedia dal titolo Can You Hear Their Voices?, messa in scena in America e molti altri paesi.  Chambers in questo periodo lavorò anche come traduttore; tra le sue opere, la versione inglese del romanzo di Felix Salten (1923)  Bambi. Eine Lebensgeschichte aus dem Walde.

### Harold Ware
Chambers fu reclutato dal Communist underground ("clandestinità comunista") e iniziò la sua carriera di spia, lavorando per un apparato GRU guidato da Alexander Ulanovsky (alias Ulrich). In seguito, il suo controllore principale nella rete spionistica fu Josef Peters (che il segretario generale del CPUSA Earl Browder poi sostituì con Rudy Baker). Chambers sostenne che Peters lo avesse presentato ad Harold Ware (sebbene più tardi negasse di essere mai stato presentato a Ware), e che questi fosse capo di una cellula comunista clandestina a Washington che asseritamente comprendeva:
| Nome             | Descrizione |
| ---------------- | --- |
| Lee Pressman     | Assistente general counsel di AAA |
| John Abt         | Chief of Litigation di AAA (1933-1935), assistente general counsel di WPA 1935, consigliere capo del La Follette Committee (1936-1937) del senatore Robert La Follette Jr. e assistente speciale dello U.S. Attorney General (1937-1938) |
| Marion Bachrach  | Sorella di John Abt; capufficio del parlamentare John Bernard del Minnesota Farmer-Labor Party |
| Alger Hiss       | Consigliere giuridico di AAA e Nye Committee; trasferito al Department of State nel 1936, dove assunse importanza sempre maggiore |
| Donald Hiss      | Fratello di Alger Hiss; dipendente del Department of State |
| Nathan Witt      | Dipendente di AAA; poi trasferito al NLRB |
| Victor Perlo     | Chief of Aviation Section del War Production Board; in seguito, entrato all'Office of Price Administration presso Commerce and Division of Monetary Research del Treasury                                                                |
| Charles Kramer   | Dipendente del NLRB presso Department of Labor |
| George Silverman | Dipendente di RRB; in seguito lavorò col Federal Coordinator of Transport, U.S. Tariff Commission and Labor Advisory Board of National Recovery Administration                                                                           |
| Henry Collins    | Dipendente di National Recovery Administration e poi Agricultural Adjustment Administration (AAA) |
| Nathaniel Weyl   | Economista presso AAA; in seguito, lasciò anch'egli il comunismo e testimoniò contro membri del partito |
| John Herrmann    | Scrittore; assistente di Harold Ware; dipendente di AAA; corriere e fotografo di documenti nel gruppo di Ware; presentò Chambers a Hiss                                                                                                  |

Con l'eccezione di Marion Bachrach, queste persone erano tutte membri dell'amministrazione del New Deal di Franklin Delano Roosevelt. Chambers agiva a Washington come organizzatore dei comunisti in città e come corriere tra New York e Washington di documenti trafugati che venivano consegnati a Boris Bykov, il capo della "stazione spionistica" GRU.

### Altre fonti segrete
Usando lo pseudonimo "Karl" o "Carl", Chamber operò a metà degli anni 1930 come corriere tra varie fonti segrete e lo spionaggio sovietico. Oltre al gruppo Ware, Chambers asseritamente aveva a che fare anche con le seguenti fonti:
| Nome               | Descrizione                                                                                     |
| ------------------ | ----------------------------------------------------------------------------------------------- |
| Harry Dexter White | Director of Division of Monetary Research presso il Tesoro                                      |
| Harold Glasser     | Assistant Director, Division of Monetary Research, Tesoro                                       |
| Noel Field         | Dipendente del Dipartimento di Stato                                                            |
| Julian Wadleigh    | Economista all'Agricoltura; in seguito, alla sezione Trade Agreements del Dipartimento di Stato |
| Vincent Reno       | Matematico presso lo Aberdeen Proving Ground dello U.S. Army                                    |
| Ward Pigman        | Dipendente del National Bureau of Standards, poi Labor and Public Welfare Committee             |

## Rottura con il comunismo

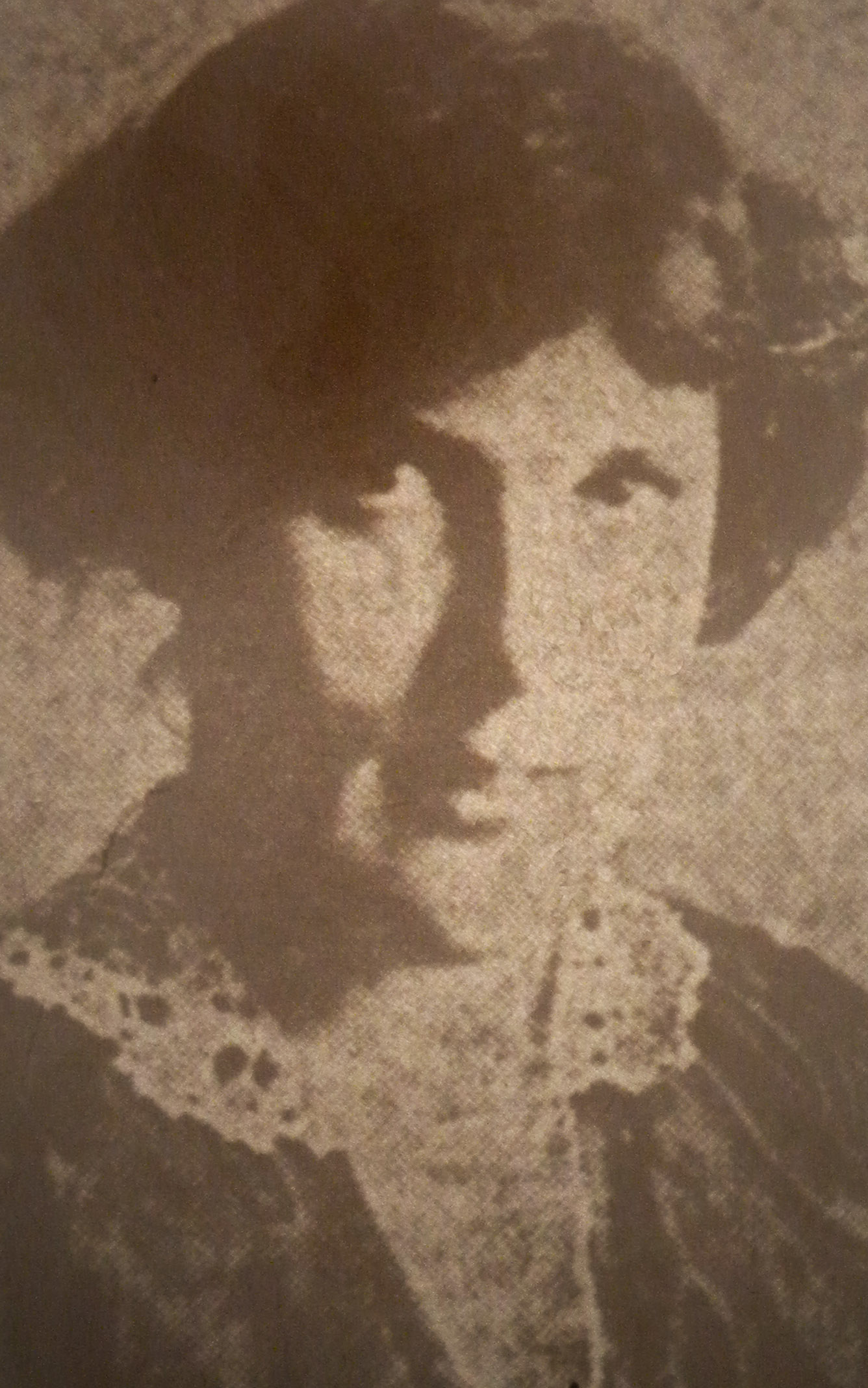
Juliet Stuart Poyntz (circa 1918), la cui sparizione spinse Chambers a defezionare.

Chambers proseguì le sue attività spionistiche dal 1932 fino al 1937 o 1938, anche quando la sua fede nel comunismo aveva iniziato a vacillare. Era però sempre più turbato dalla grande purga staliniana, iniziata nel 1936. Era preoccupato per la sua stessa vita, avendo notato l'assassinio in Svizzera di Ignace Reiss, spia sovietica di alto livello che aveva rotto con Stalin, e la sparizione dell'amica di Chambers (nonché sua complice nello spionaggio) Juliet Stuart Poyntz negli Stati Uniti. Poyntz era svanita nel 1937, poco dopo aver visitato Mosca ed essere rientrata delusa dalla causa comunista per via delle purghe di Stalin.
Chambers ignorò diversi ordini di recarsi a Mosca, temendo di finire "purgato" a propria volta. Iniziò pure a nascondere alcuni dei documenti che raccoglieva dalle sue fonti. Progettava di usarli, assieme ad alcuni rullini di documenti microfilmati, come "assicurazione sulla vita" per dissuadere i sovietici dall'uccidere lui e la sua famiglia.
Nel 1938 Chambers ruppe con il comunismo e portò la famiglia in un nascondiglio sicuro, depositando l'"assicurazione sulla vita" a casa del nipote e dei suoi genitori. Inizialmente non aveva in animo di dare informazioni al governo USA sulla sua carriera di spia. I suoi contatti spionistici erano anche suoi amici, che non voleva denunciare.
Esaminando la conversione di Chambers dalla sinistra alla destra politica, Daniel Oppenheimer notò che Chambers sostituì la sua passione per il comunismo con la passione per Dio. Chambers aveva una visione manichea delle cose, prima e dopo la sua defezione. Nella sua autobiografia, presentava la devozione al comunismo come una ragione di vita, ma dopo la defezione riconobbe che le sue azioni partecipavano del "male assoluto".

### Incontro con Berle

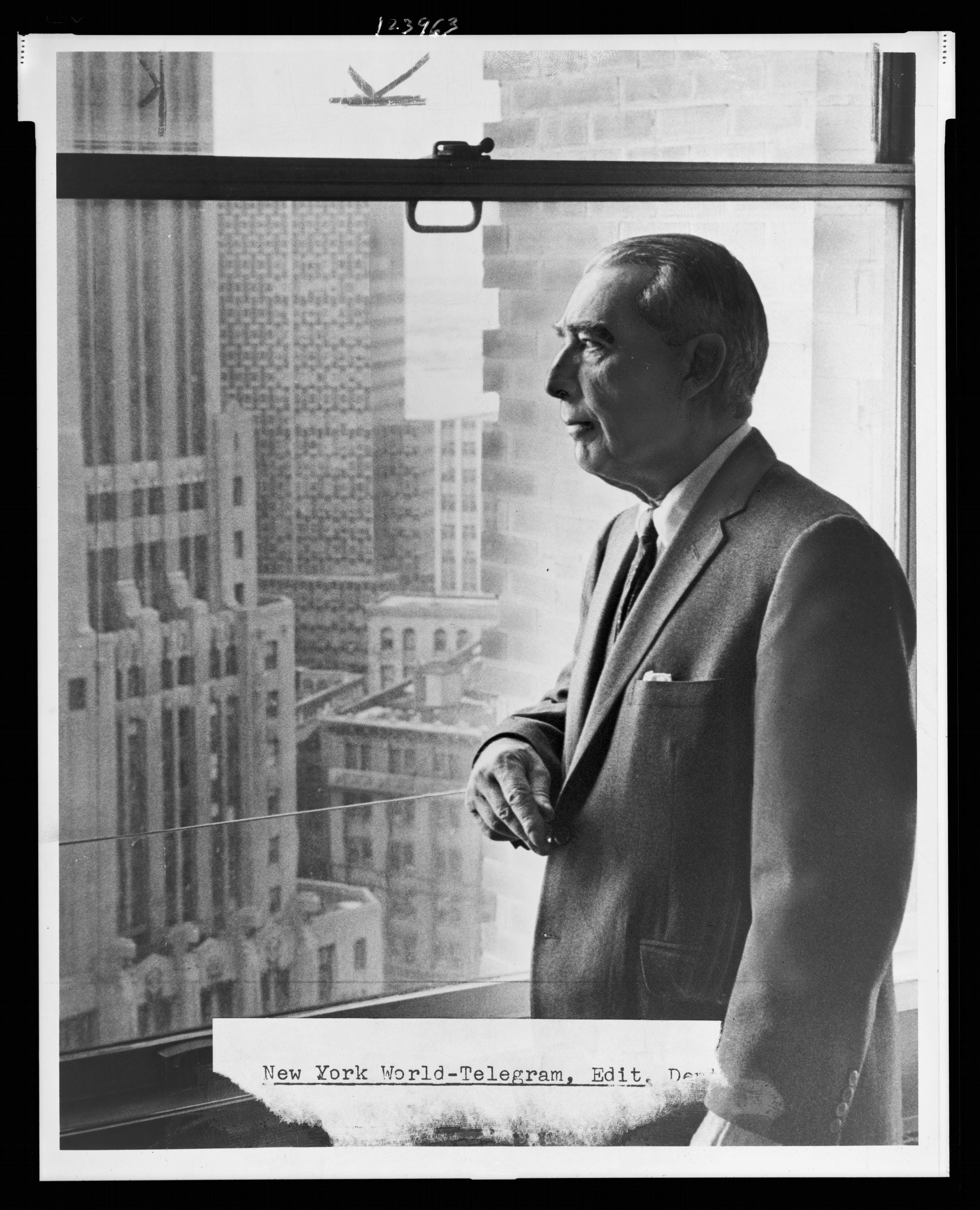
Adolf A. Berle (circa 1965), che ignorò il rapporto di Chambers nel 1939

Il patto di non aggressione Hitler-Stalin dell'agosto 1939 spinse Chambers ad agire contro l'Unione Sovietica. Nel settembre 1939, su impulso del giornalista russo di nascita ed anticomunista Isaac Don Levine, quest'ultimo e Chambers incontrarono l'assistente-Segretario di Stato Adolf A. Berle. Levine aveva presentato Chambers a Walter Krivitsky, un'ex spia dei russi che stava già informando le autorità americane e britanniche sugli agenti sovietici che occupavano posizioni nei rispettivi governi. Krivitsky disse a Chambers che era loro dovere fornire informazioni. Chambers accettò di svelare quel che sapeva a condizione che gli garantissero l'immunità penale. Nell'incontro, avvenuto a casa di Berle, la Woodley Mansion a Washington, Chambers indicò come spie o simpatizzanti comunisti 18 tra dipendenti ed ex dipendenti del governo. Molti di questi nominativi si riferivano a posizioni governative di minor rilievo, o a persone già sospettate. Altri nomi però erano più rilevanti e sorprendenti: Alger Hiss, suo fratello Donald Hiss, e Laurence Duggan — che erano esponenti di livello medio e pienamente rispettabili del Dipartimento di Stato — e Lauchlin Currie, assistente speciale di Franklin Roosevelt. Un'altra persona nominata aveva lavorato al progetto segreto di un sistema di puntamento per bombardieri all'Aberdeen Proving Ground.
Berle trovò che le informazioni di Chambers fossero confuse, oscure, e senza riscontri. Le portò alla Casa Bianca, ma il presidente le accantonò, con il tacito assenso di Berle. Questi comunque conservò gli appunti (che successivamente funsero da prove nel processo per falsa testimonianza contro Hiss).
Nel marzo 1940 Berle rese note le informazioni di Chambers al Federal Bureau of Investigation (FBI). Nel febbraio 1941 Krivitsky fu trovato morto nella sua camera d'albergo. Sebbene la polizia avesse rubricato il caso come suicidio, da più parti si ipotizzò che Krivitsky fosse stato ucciso dallo spionaggio sovietico. Preoccupato che i sovietici potessero attentare anche contro Chambers, Berle sensibilizzò ancora l'FBI sui colloqui con Chambers. Ad ogni modo l'FBI non assunse alcun provvedimento immediato, forse perché al tempo l'URSS era considerata una minaccia di poco conto al confronto della Germania nazista.
(L'FBI interrogò però Chambers nel maggio del 1942 e in giugno 1945, fermandosi là. Solo nel novembre 1945, quando Elizabeth Bentley (altra cittadina USA che spiava per i russi dal 1938) cambiò schieramento e confermò buona parte del racconto di Chambers, l'FBI si decise a prendere sul serio Chambers).

### RivistaTime

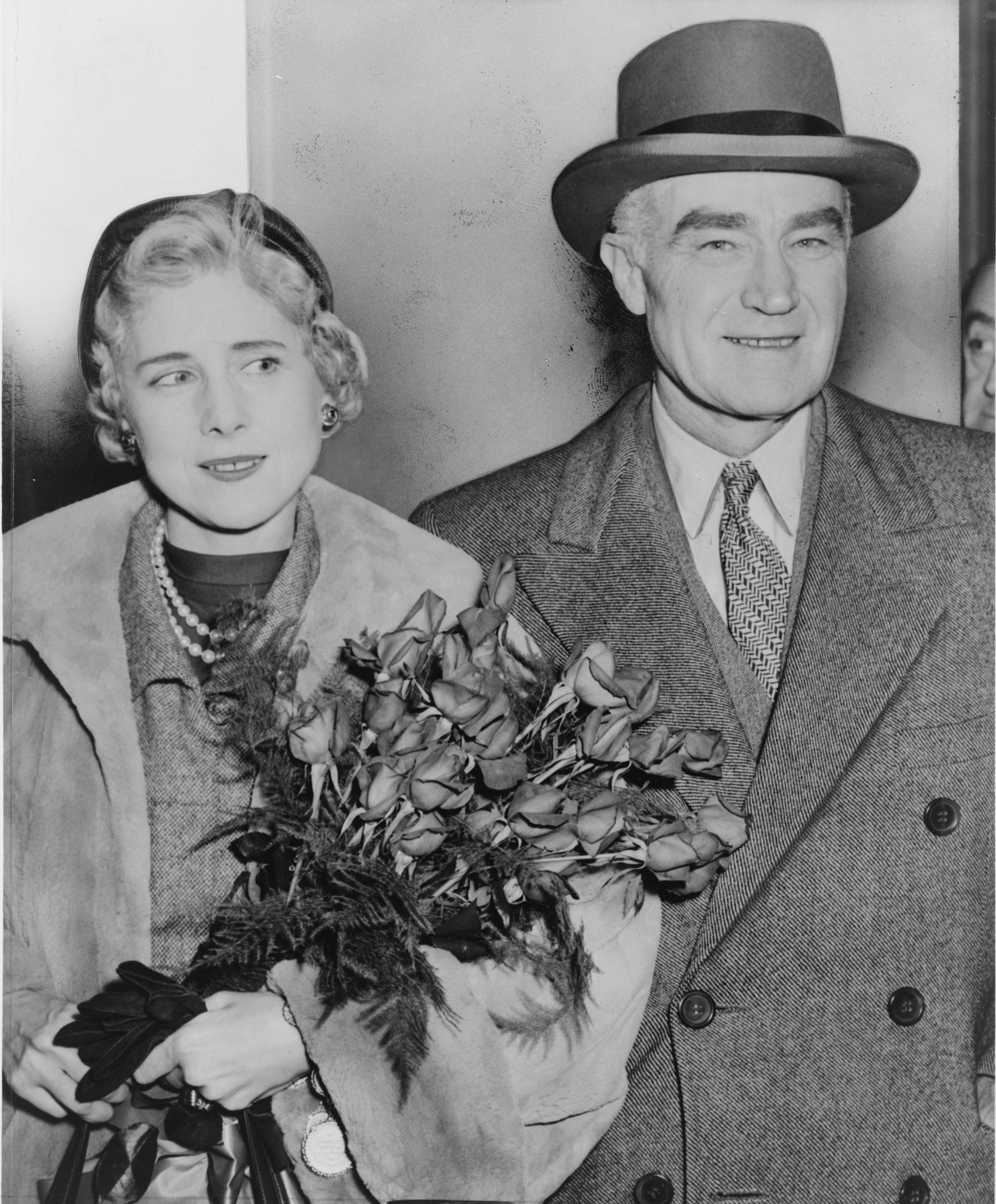
Henry Luce con la moglie Clare Boothe Luce (circa 1954), entrambi estimatori degli scritti di Chambers

Al tempo dell'incontro con Berle, Chambers era tornato a vivere pubblicamente dopo un anno ed era entrato a far parte della squadra di Time (aprile 1939). Entro un mese piazzò un articolo di copertina sull'ultimo libro di James Joyce, Finnegans Wake. Iniziò dalle pagine finali della rivista, recensendo libri e film con James Agee e poi Calvin Fixx. Quando nell'ottobre 1942 Fixx ebbe una crisi cardiaca, Wilder Hobson ne prese il posto come assistant editor di Chambers nella rubrica culturale. Tra gli altri scrittori che lavorarono per Chambers sulle stesse pagine ci furono: il romanziere Nigel Dennis, il futuro redattore di New York Times Book Review Harvey Breit, e i poeti Howard Moss e Weldon Kees.
In quel periodo si accese un contrasto tra coloro, come Theodore H. White e Richard Lauterbach, che accusavano di elitarismo, corruzione e inettitudine il regime di Chiang Kai-shek in Cina incoraggiando una maggiore collaborazione con l'Armata Rossa di Mao nella lotta contro l'imperialismo giapponese; e Chambers, con altri come Willi Schlamm che aderivano ad una strenua prospettiva anticomunista e favorevole a Chiang (entrambi in seguito entrambi confluiranno nel comitato editoriale del National Review di William F. Buckley, Jr.). Henry Luce, fondatore di Time, che era cresciuto ed era amico personale di Chiang e consorte, si schierò apertamente con Chambers tanto che White lamentava che i propri articoli fossero censurati, quando non interamente cancellati, e pertanto lasciò Time poco dopo la guerra.
Nel 1940 William Saroyan nomina Fixx tra i "redattori che pubblicano" su Time nella commedia di Saroyan, Love's Old Sweet Song. Luce lo promosse caporedattore nell'estate del 1942 (Weinstein) o settembre 1943 (Tanenhaus) e divenne membro del "Senior Group" di Time (che ne determinava la politica editoriale) nel dicembre 1943.
Chambers, i suoi colleghi più vicini, e molti componenti la squadra degli anni 1930 contribuirono ad elevare gli "intellettuali interstiziali" di Time, secondo la definizione dello storico Robert Vanderlan. 
Il collega John Hersey li descriveva così:
( Jonathan Dee, John Hersey, The Art of Fiction No. 92, su theparisreview.org, Paris Review, 1986. URL consultato il 16 dicembre 2016.)
Nel 1948 Chambers era divenuto uno tra i più famosi scrittori-redattori di Time. Aveva iniziato con il suo pungente resoconto The Ghosts on the Roof ("I fantasmi sul tetto", 5 marzo 1945) sulla Conferenza di Jalta (cui aveva partecipato Hiss). Poi vennero dei saggi, usati come articolo di copertina, che offrivano ritratti letterari su Marian Anderson, Arnold J. Toynbee, Rebecca West e Reinhold Niebuhr. Il pezzo su Marian Anderson ebbe un tale successo che la "posta dei lettori" indusse la rivista ad infrangere la sua regola di non-attribuzione:
("Time's People and Time's Children", Time dell'8 marzo 1948, )
In una lettera del 1945 al collega di Time Charles Wertenbaker, il vicedirettore editoriale di Time Life John Shaw Billings disse di Chambers:
(Allen Weinstein, Perjury, The Hiss–Chambers Case, Knopf, New York, 1978, p. 183 Consultato il 7 agosto 2017)
Chambers era all'apice della carriera proprio nell'anno in cui scoppiò il caso Hiss. 
In questo periodo Chambers e la sua famiglia divennero quaccheri, frequentando la Pipe Creek Friends Meetinghouse vicina alla sua fattoria del Maryland.

## Il caso Hiss

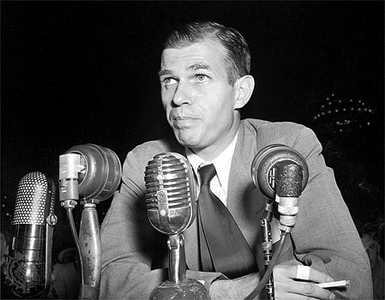
Alger Hiss (1948), che negò fermamente le affermazioni di Chambers's e fu condannato per falsa testimonianza.

Il 3 agosto 1948 Chambers fu chiamato a testimoniare avanti la Commissione per le attività antiamericane (HUAC). Fece i nomi di soggetti che a suo dire facevano parte del "gruppo Ware" clandestino degli anni 1930, tra cui Alger Hiss. In seguito menzionò nuovamente Hiss come membro del Partito Comunista, ma senza ancora accusarlo di spionaggio.
In successive sedute HUAC Hiss testimoniò e negò inizialmente di conoscere alcun Chambers, ma al vederlo di persona (e dopo che fu chiaro che Chambers sapeva dei particolari sulla vita di Hiss), disse che aveva conosciuto Chambers con il nome di "George Crosley".
Tuttavia Hiss smentì di essere mai stato comunista. Dato che Chambers non adduceva ancora alcuna prova, la commissione era da principio incline a credere alla parola di Hiss. Però il membro della commissione Richard Nixon ricevette dall'FBI informazioni segrete che lo condussero a non archiviare il caso. Quando l'HUAC emise il suo rapporto, descrisse la testimonianza di Hiss come "vaga ed evasiva".

### "Aringa rossa"

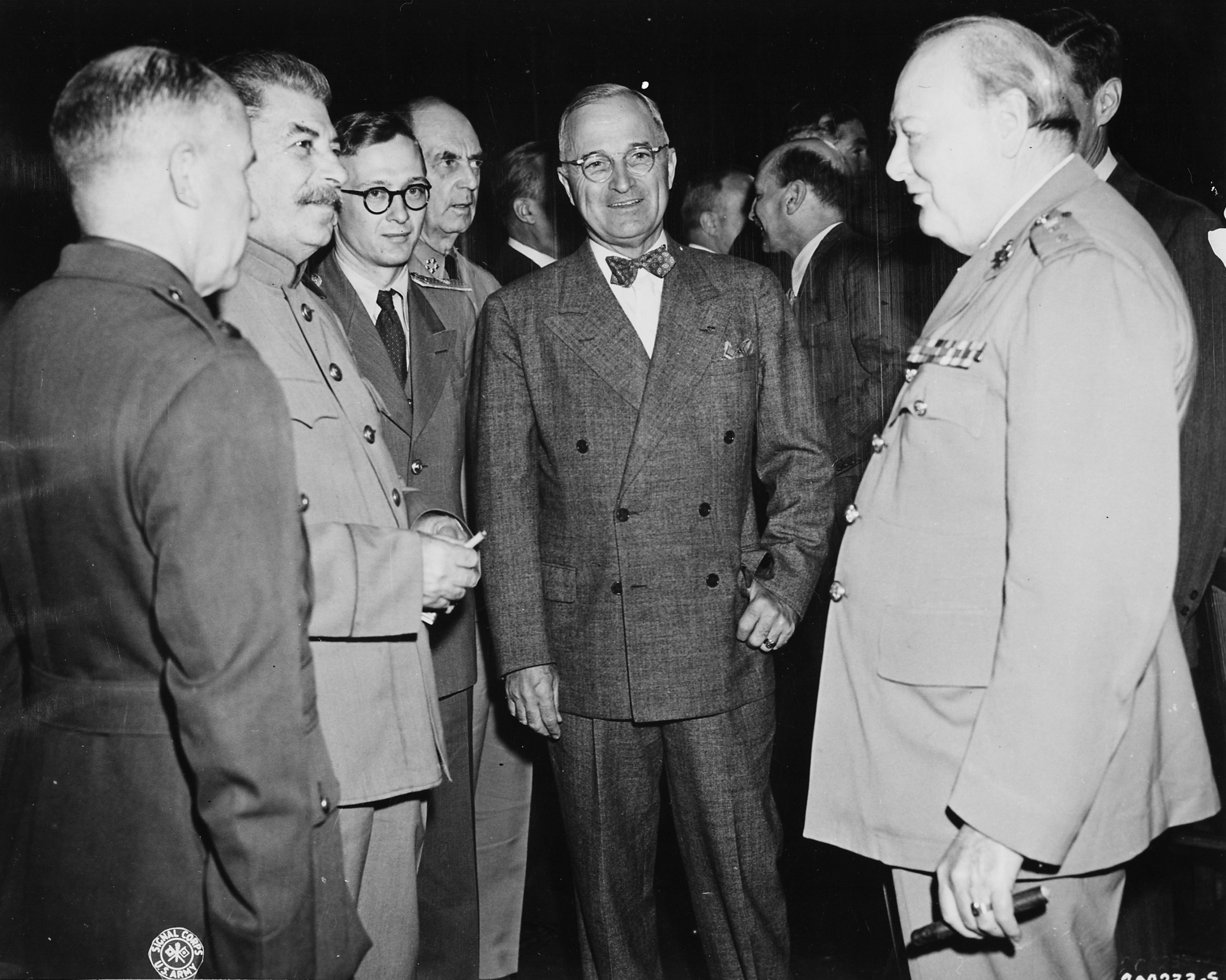
Harry S. Truman (al centro, con Iosif Stalin a sinistra e Winston Churchill a destra nel 1945) definì le rivelazioni di Chambers un'"aringa rossa".

Il Paese si divise subito sulla controversia Hiss-Chambers. Il presidente Harry S. Truman, contrariato dall'insinuazione che l'uomo che aveva presieduto la conferenza costitutiva delle Nazioni Unite fosse un comunista, liquidò la faccenda come un'"aringa rossa" (una sorta di falso allarme, un argomento specioso che vuole distrarre dai problemi seri). 
Nell'atmosfera di crescente anticomunismo che più tardi fu chiamato Maccartismo, molti conservatori videro il caso Hiss come emblematico dell'asserito lassismo democratico (cioè del partito del presidente) verso l'infiltrazione comunista e la conseguente influenza nel Dipartimento di Stato. Molti liberal, di converso, ravvisarono nel caso Hiss un segnale di quanto i GOP disperassero di riconquistare la Casa Bianca, che per 16 anni era già stata appannaggio dei democratici. Truman emise nondimeno l'Executive Order 9365, che avviò un programma di accertamento di lealtà dei dipendenti federali nel 1947.

### Pumpkin Papers

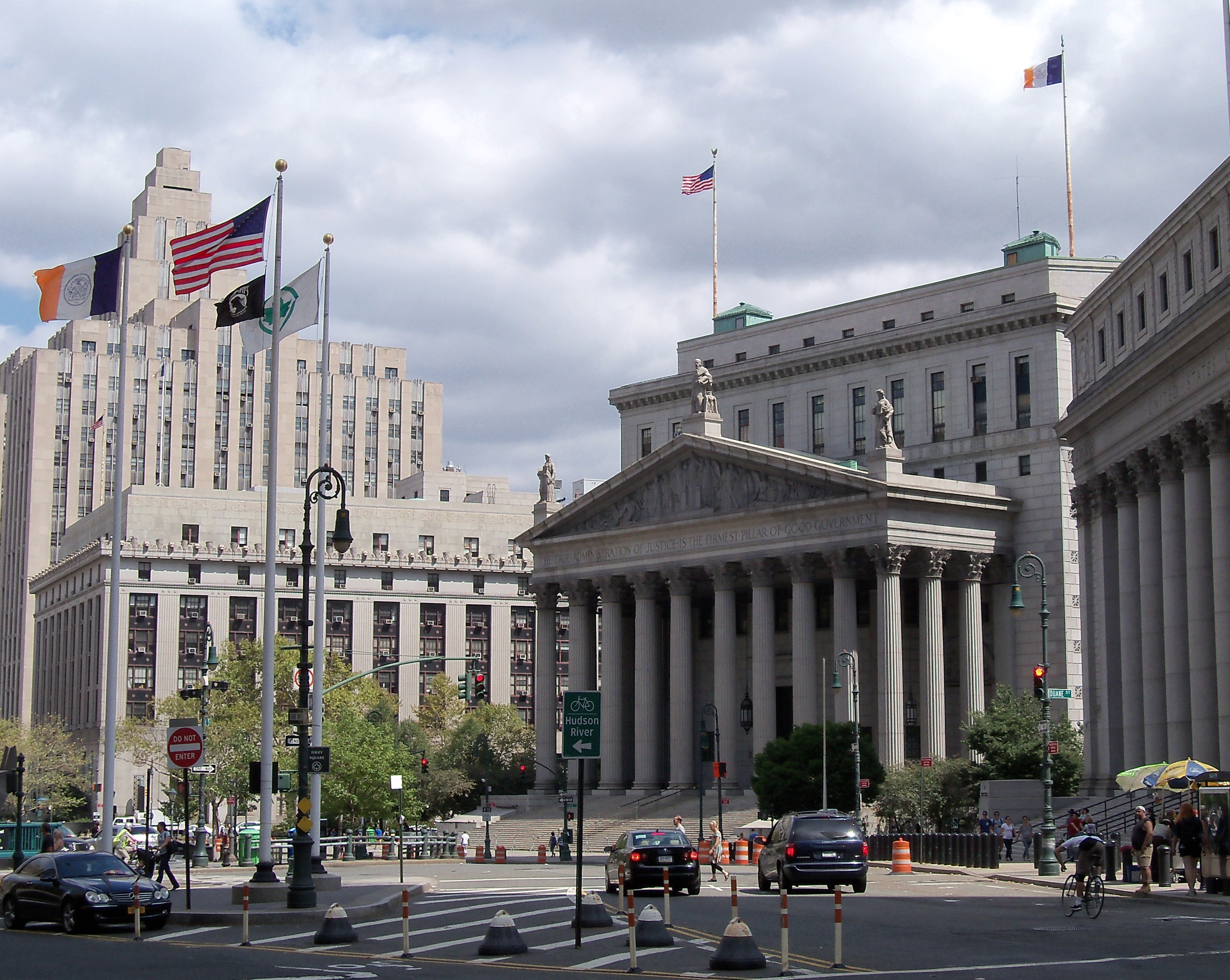
Foley Square in NYC nel 2014, sito delle udienze del gran giurì nel caso Hiss.

L'8 ottobre 1948 Hiss citò per diffamazione Chambers chiedendo 75 000 $ di risarcimento. Incalzato dai legali di Hiss, Chambers si decise a produrre i suoi elementi di prova alla HUAC, che peraltro glielo aveva ingiunto. Si trattava di quattro appunti scritti di pugno da Hiss, sessantacinque copie dattiloscritte di documenti del Dipartimento di Stato e cinque spezzoni di microfilm, alcuni contenenti foto di documenti del Dipartimento di Stato. La stampa inventò per questo archivio il nomignolo Pumpkin Papers ("carte della zucca"), poiché per un po' di tempo Chambers aveva occultato i microfilm in una zucca svuotata. Questi documenti indicavano che Hiss aveva frequentato Chambers anche molto dopo la metà del 1936, quando Hiss sosteneva di aver visto "Crosley" per l'ultima volta, e inoltre suggerivano che Hiss fosse complice di Chambers nello spionaggio. Chambers giustificò la tardiva produzione del materiale probatorio con l'intenzione di risparmiare a un vecchio amico un sacco di guai non necessari. Fino all'ottobre 1948 Chambers aveva ripetutamente asserito — perfino sotto giuramento — che Hiss "non" fosse implicato nello spionaggio. Nel caso Hiss, Chambers fu costretto ad ammettere di aver giurato il falso a più riprese, il che indeboliva la sua attendibilità agli occhi dei critici.
I cinque rullini di pellicola 35 mm passati alla storia come pumpkin papers restarono presumibilmente rinchiusi negli archivi HUAC fino agli ultimi mesi del 1974. Il ricercatore indipendente Stephen W. Salant, un economista dell'Università del Michigan, citò il Dipartimento di Giustizia USA nel 1975, per accedere a quei documenti in forza del Freedom of Information Act, ma la sua istanza venne respinta. Nel luglio 1975, sulla scorta di quel ricorso e di altri analoghi promossi da Peter Irons e da Alger Hiss e William Reuben, il Dipartimento di Giustizia rilasciò copie delle pumpkin papers che erano state usate per accusare Hiss. Un rullino di pellicola risultò completamente "bruciato" per sovraesposizione, altri due erano copie appena leggibili di documenti non classificati (ossia, non "segreti") del Dipartimento di Marina inerenti a materie come scialuppe di salvataggio ed estintori, e gli altri due erano fotografie di documenti del Dipartimento di Stato prodotti dall'accusa nei due processi Hiss, relativi alle relazioni USA/Germania negli ultimi anni 1930.
Questo racconto, riportato dal New York Times negli anni 1970, contiene comunque solo una parte della verità. Il rullino "bruciato" era stato menzionato da Chambers nella sua autobiografia Witness. Ma oltre ad innocenti rapporti di aziende agricole, ecc., i documenti negli altri pezzi di pumpkin microfilm comprendevano "appunti confidenziali spediti da ambasciate all'estero a personale diplomatico a Washington, D.C."; peggio ancora, questi appunti in origine erano stati trasmessi in codice, e — in presenza (presumibile) sia di originali in codice sia di traduzioni rilanciate da Hiss — ora potevano essere facilmente compresi dai sovietici (se così fosse, era stata compromessa la sicurezza di codici crittografici diplomatici).

### Falsa testimonianza
Hiss non poteva essere processato per spionaggio a quell'epoca, perché le prove indicavano che l'illecito fosse stato compiuto più di dieci anni prima, e la prescrizione per lo spionaggio maturava in cinque anni. Invece, Hiss fu incriminato per due capi d'accusa di falsa testimonianza in relazione alle deposizioni rese al grand jury federale nel dicembre precedente. In quell'occasione aveva negato di aver dato alcun documento a Whittaker Chambers, e testimoniato di non averlo più rivisto dopo la metà del 1936.
Hiss fu giudicato due volte per falsa testimonianza. Il primo processo, nel giugno 1949, terminò con la giuria ad un punto morto, otto contro quattro per la colpevolezza. Oltre alla testimonianza di Chambers, un esperto governativo testimoniò che altre carte dattiloscritte con una macchina appartenente alla famiglia Hiss erano compatibili con le carte segrete esibite da Chambers. Apparve una serie impressionante di character evidence ("prove fondate sul carattere dell'imputato") a favore di Hiss: due giudici di Corte Suprema USA, Felix Frankfurter e Stanley Reed, l'ex candidato presidenziale democratico John W. Davis e il futuro candidato presidenziale democratico Adlai Stevenson. Chambers, di converso, fu attaccato dai legali di Hiss come "un nemico della Repubblica, un bestemmiatore di Cristo, un negatore di Dio, senza rispetto per il matrimonio o la maternità". Nel secondo processo, la difesa di Hiss presentò uno psichiatra che caratterizzava Chambers come "personalità psicopatica" e "mentitore patologico".
Il secondo processo terminò nel gennaio 1950 con Hiss dichiarato colpevole per entrambi i capi d'accusa di falsa testimonianza. Fu condannato a cinque anni di reclusione.

## Dopo il caso Hiss
Chambers si era dimesso da Time nel dicembre 1948. Dopo il caso Hiss, scrisse qualche pezzo per Fortune, Life, e Look.

### Witness
Nel 1952 Chambers pubblicò il libro Witness ("Testimone"), che ottenne ampio successo. Si trattava di una via di mezzo tra un'autobiografia e la denuncia dei pericoli del comunismo. Arthur M. Schlesinger Jr. lo definì "un libro potente". Ronald Reagan attribuiva a questo libro l'ispirazione che lo aveva fatto convertire da democratico del New Deal a repubblicano conservatore. Witness fu un best seller per più di un anno permettendo a Chambers di onorare una parte delle sue spese legali, sebbene i debiti incombessero sempre ("come era perseguitato da uno spettro Ulisse").
Secondo il commento di George Will nel 2017:
(George F. Will, Conservatism is soiled by scowling primitives)

### National Review
Nel 1955, William F. Buckley Jr. fondò il periodico National Review, e Chambers collaborò come redattore capo, pubblicandovi articoli per poco più di un anno e mezzo (ottobre 1957 - giugno 1959).
L'articolo più citato di questo periodo è una sua feroce recensione, Big Sister is Watching You ("La Grande Sorella ti guarda"), a proposito de La rivolta di Atlante, opera di Ayn Rand.
Nel 1959, dimessosi da National Review, Chambers partì con la moglie per un viaggio in Europa, culminato nell'incontro con Arthur Koestler e Margarete Buber-Neumann nella casa austriaca di Koestler. Nell'autunno di quell'anno riprese gli studi presso il Western Maryland College (oggi McDaniel College) a Westminster (Maryland).

## Vita privata e morte

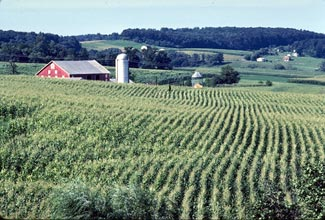
Una fattoria nella Contea di Carroll (Maryland), simile alla Pipe Creek Farm, dove Chambers trovò rifugio nel 1938, permanendovi sino alla morte.

Nel 1930 o 1931 Chambers sposò l'artista Esther Shemitz (1900-1986). Shemitz, che aveva studiato presso la Art Students League di New York, integrandosi nei circoli intellettuali della città, incontrò Chambers allo sciopero del comparto tessile avvenuto nel 1926 a Passaic, nel New Jersey. Ci fu tra loro un burrascoso corteggiamento osteggiato dai rispettivi compagni politici e Chambers giunse ad arrampicarsi alle cinque di mattina dalla finestra di Esther per proporle si sposarsi. Shemitz si definiva "più una pacifista che una rivoluzionaria." Negli anni 1920 collaborò con The World Tomorrow, un periodico pacifista.
La coppia ebbe due figli negli anni 1930, Ellen e John. (I dirigenti comunisti si aspettavano che le coppie dei loro adepti non avessero prole, ma come molti altri Chambers disobbedì: una scelta che citò come parte della sua graduale disillusione verso il comunismo.)
Nel 1978 il libro Perjury di Allen Weinstein rivelò che l'FBI aveva copia di una lettera in cui Chambers dichiarava relazioni omosessuali intercorse negli anni 1930. Il documento afferma che Chambers abbandonò tali pratiche quando, nel 1938, lasciò la clandestinità, e lo spiegava con la ritrovata fede cristiana. La lettera è rimasta controversa da molti punti di vista.
Chambers morì di attacco cardiaco il 9 luglio 1961, nella sua fattoria di 1,2 km2 a Westminster (Maryland). Soffriva di angina pectoris dall'età di 38 anni ed aveva già patito diversi attacchi cardiaci.
Cold Friday ("Venerdì freddo"), il suo secondo libro di memorie, fu pubblicato postumo nel 1964 con il concorso di Duncan Norton-Taylor. Il testo in parola profetizzava che la caduta del comunismo sarebbe partita dagli stati satellite che nell'Europa dell'Est circondavano l'Unione Sovietica. Nel 1968 fu pubblicata una raccolta della sua corrispondenza con William F. Buckley, Jr., sotto il titolo  Odyssey of a Friend; nel 1989 uscì un'antologia della sua produzione giornalistica — tra cui diversi suoi scritti per Time e National Review — dal titolo Ghosts on the Roof: Selected Journalism of Whittaker Chambers.

## Riconoscimenti
- 1952 - Honorary Doctorate of Law dal Mount Mary College (Milwaukee)[60]
- 1953 - Finalista nella categoria saggi al National Book Award (Witness)[61]
- 1984 - Presidential Medal of Freedom (alla memoria) (per aver contribuito alla "epica lotta del secolo tra libertà e totalitarismo")[62]

## Lascito

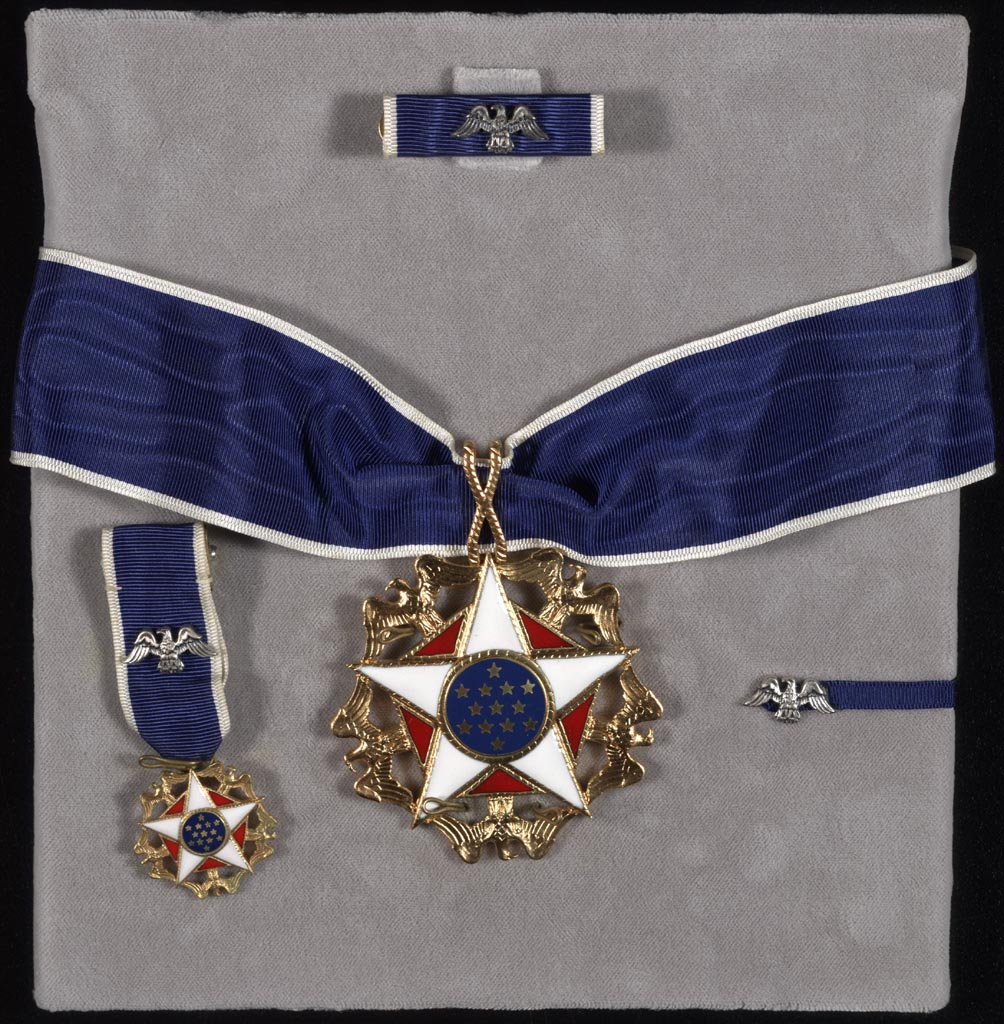
Presidential Medal of Freedom.

Il libro Witness di Chambers è nelle liste di lettura di The Heritage Foundation, The Weekly Standard, The Leadership Institute, e Russell Kirk Center for Cultural Renewal. Chambers viene citato regolarmente da scrittori conservatori quale il presidente di Heritage Edwin Feulner e George H. Nash.
Nel 1984 il presidente Ronald Reagan attribuì post mortem a Chambers la Medaglia Presidenziale della Libertà, per il suo contributo alla "epica lotta del secolo tra libertà e totalitarismo". Nel 1988 il Segretario all'Interno Donald P. Hodel dichiarò monumento nazionale la Pipe Creek Farm. Nel 2001 alcuni membri dell'amministrazione di George W. Bush tennero una cerimonia privata per commemorare il centenario dalla nascita di Chambers. Tra gli oratori si annoverava William F. Buckley, Jr.
Nel 2007 John Chambers annunciò per l'anno successivo l'apertura di una biblioteca con le carte di suo padre presso la fattoria Chambers nel Maryland. Dichiarò che la struttura sarebbe stata a disposizione di tutti gli studiosi e che era necessaria una biblioteca separata, piuttosto che una integrata in un'università, per garantire il libero accesso.
Il 6 gennaio 2010 la casa colonica Medfield della Pipe Creek Farm, in cui Whittaker Chambers scrisse Witness, fu gravemente danneggiata da un incendio propagatosi da un quadro elettrico all'entrata anteriore della casa.
Nel 2011 la scrittrice Elena Maria Vidal intervistò David Chambers a proposito dell'eredità morale di suo nonno. L'intervista apparve, in differenti versioni, su National Observer e The American Conservative.
Nel 2017 il National Review Institute diede vita ad un "Whittaker Chambers Award" per il suo 2017 Ideas Summit,
da presentarsi il 16 marzo 2017. Primo destinatario del premio fu Daniel Hannan, soprannominato "l'uomo che vi ha portato la Brexit" da The Guardian.
Chambers tradusse in inglese Bambi, la vita di un capriolo di Felix Salten.